# Hofmeisterella
Hofmeisterella är ett släkte av orkidéer. Hofmeisterella ingår i familjen orkidéer.
Kladogram enligt Catalogue of Life:
| Hofmeisterella | \| \| Hofmeisterella eumicroscopica \| \| \| \| |
|                | \| \| Hofmeisterella eumicroscopica \| \| \| \| |
|                | Hofmeisterella eumicroscopica                   |
|                |                                                 |

## Bildgalleri

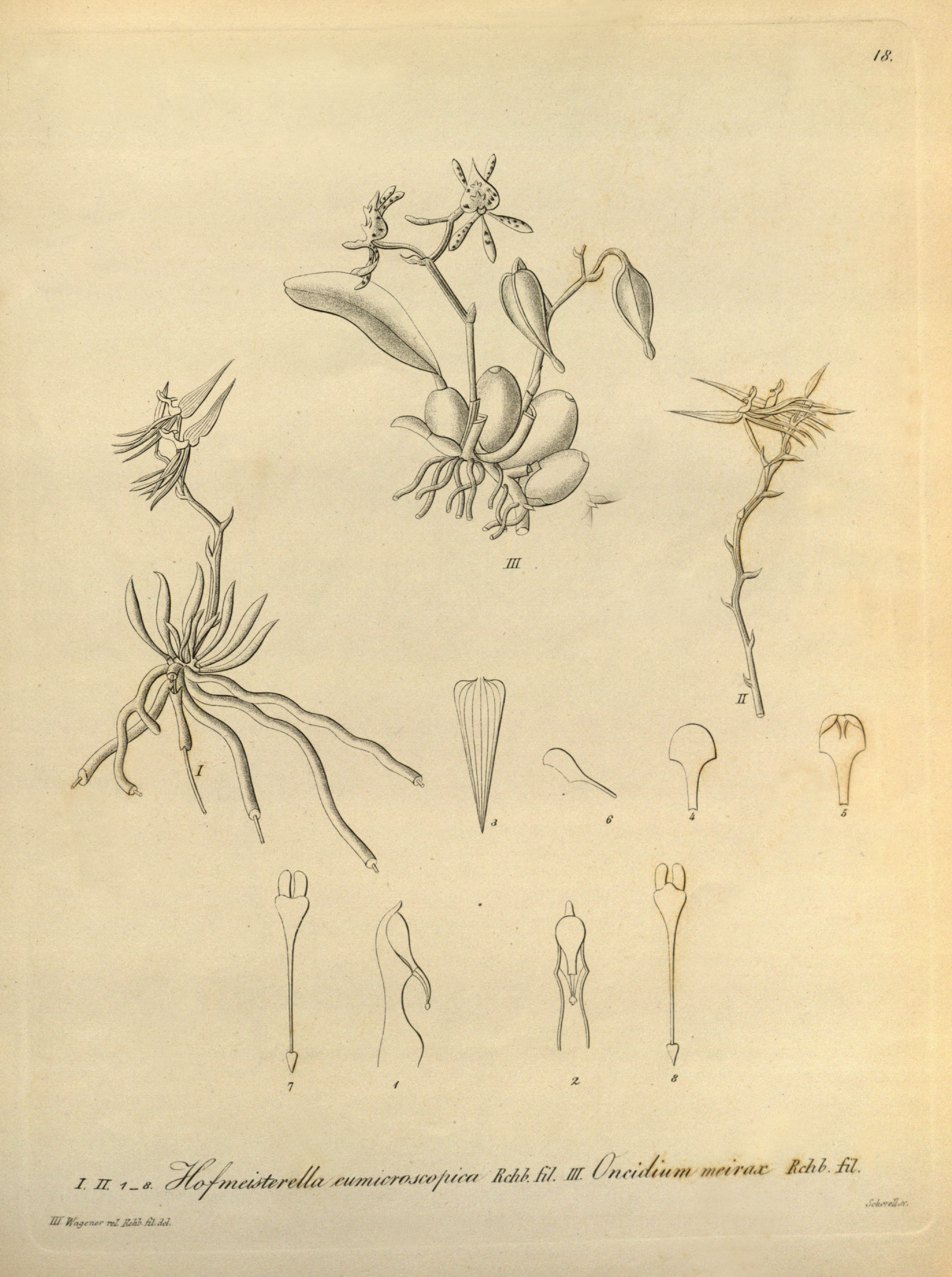